# Vũ Thanh Lâm
Vũ Thanh Lâm là một sĩ quan cao cấp của Quân đội nhân dân Việt Nam, hàm Thiếu tướng, nguyên Tư lệnh Binh chủng Pháo binh. Ông được thăng quân hàm Thiếu tướng năm 2006.